# Список чемпіонів Нідерландів з футболу
Чемпіонат Нідерландів з футболу проводиться з 1888 року, офіційно з 1898 року.

## Історія
Нідерландський національний чемпіонат був аматорським змаганням до 1954 року. Національний чемпіон визначався шляхом змагання чемпіонів між переможцями різних дивізіонів, які були розділені за регіональним принципом до 1950 року. Такий спосіб визначення національного чемпіону залишався ще понад два роки після професіоналізації нідерландського футболу у 1954, але з сезону 1956/1957 було створено Ередивізі, відтак чемпіон Ередивізі також автоматично стає чемпіоном країни.
Починаючи з сезону 2007/08, клуби, які мають десять і більше національних чемпіонатів, можуть носити зірку на своїй футболці. Вони отримують одну зірку за кожні десять чемпіонств. «Аякс» і ПСВ стартували з двома зірками, а Феєнорд і ГВВ (останній у сезоні 2022—2023 грав у першому аматорському дивізіоні) з однією зіркою. «Аякс» отримав третю зірку у 2011 році.
Починаючи з сезону 1984/85, національному чемпіону вручається кубок на згадку про перемогу. Ця чемпіонська чаша переробляється кожного сезону; клуб-переможець утримує її. У верхній частині зовнішнього кільця написано «ЧЕМПІОН НІДЕРЛАНДІВ», внизу — EREDIVISIE. У середній частині вигравіювано логотип Футбольної федерації Нідерландів, а під ним — сезон, у якому було виграно кубок. Згодом «Феєнорд» отримав чашу на сезон 1983/84.
З нагоди 60-річчя Ередивізі «Феєнорд» отримав золоту чемпіонську чашу як національний чемпіон сезону 2016/17.

## Чемпіони Нідерландів по рокам
| Рік     | Клуб                                |
| ------- | ----------------------------------- |
| 1888/89 | Конкордія                           |
| 1889/90 | Конінклейке ГФК                     |
| 1890/91 | ГВВ                                 |
| 1891/92 | РАП                                 |
| 1892/93 | Конінклейке ГФК                     |
| 1893/94 | РАП                                 |
| 1894/95 | Конінклейке ГФК                     |
| 1895/96 | ГВВ                                 |
| 1896/97 | РАП                                 |
| 1897/98 | РАП                                 |
| 1898/99 | РАП                                 |
| 1899/00 | ГВВ                                 |
| 1900/01 | ГВВ                                 |
| 1901/02 | ГВВ                                 |
| 1902/03 | ГВВ                                 |
| 1903/04 | ГБС                                 |
| 1904/05 | ГВВ                                 |
| 1905/06 | ГБС                                 |
| 1906/07 | ГВВ                                 |
| 1907/08 | Квік Ден Гаг                        |
| 1908/09 | Спарта                              |
| 1909/10 | ГВВ                                 |
| 1910/11 | Спарта                              |
| 1911/12 | Спарта                              |
| 1912/13 | Спарта                              |
| 1913/14 | ГВВ                                 |
| 1914/15 | Спарта                              |
| 1915/16 | Віллем II                           |
| 1916/17 | Гоу Егед                            |
| 1917/18 | Аякс                                |
| 1918/19 | Аякс                                |
| 1919/20 | Бе Квік                             |
| 1920/21 | НАК Бреда                           |
| 1921/22 | Гоу Егед                            |
| 1922/23 | РКГ                                 |
| 1923/24 | Феєнорд                             |
| 1924/25 | ГБС                                 |
| 1925/26 | СК Енсхеде                          |
| 1926/27 | Гераклес                            |
| 1927/28 | Феєнорд                             |
| 1928/29 | ПСВ                                 |
| 1929/30 | Гоу Егед                            |
| 1930/31 | Аякс                                |
| 1931/32 | Аякс                                |
| 1932/33 | Гоу Егед                            |
| 1933/34 | Аякс                                |
| 1934/35 | ПСВ                                 |
| 1935/36 | Феєнорд                             |
| 1936/37 | Аякс                                |
| 1937/38 | Феєнорд                             |
| 1938/39 | Аякс                                |
| 1939/40 | Феєнорд                             |
| 1940/41 | Гераклес                            |
| 1941/42 | АДО                                 |
| 1942/43 | АДО                                 |
| 1943/44 | АСВ                                 |
| 1944/45 | Не грався                           |
| 1945/46 | Гарлем                              |
| 1946/47 | Аякс                                |
| 1947/48 | БВВ                                 |
| 1948/49 | СВВ                                 |
| 1949/50 | Лімбургія                           |
| 1950/51 | ПСВ                                 |
| 1951/52 | Віллем II                           |
| 1952/53 | РКГ                                 |
| 1953/54 | Ейндговен                           |
| 1954/55 | Віллем II                           |
| 1955/56 | Рапід                               |
| 1956/57 | Аякс                                |
| 1957/58 | ДОС                                 |
| 1958/59 | Спарта                              |
| 1959/60 | Аякс                                |
| 1960/61 | Феєнорд                             |
| 1961/62 | Феєнорд                             |
| 1962/63 | ПСВ                                 |
| 1963/64 | ДВС                                 |
| 1964/65 | Феєнорд                             |
| 1965/66 | Аякс                                |
| 1966/67 | Аякс                                |
| 1967/68 | Аякс                                |
| 1968/69 | Феєнорд                             |
| 1969/70 | Аякс                                |
| 1970/71 | Феєнорд                             |
| 1971/72 | Аякс                                |
| 1972/73 | Аякс                                |
| 1973/74 | Феєнорд                             |
| 1974/75 | ПСВ                                 |
| 1975/76 | ПСВ                                 |
| 1976/77 | Аякс                                |
| 1977/78 | ПСВ                                 |
| 1978/79 | Аякс                                |
| 1979/80 | Аякс                                |
| 1980/81 | АЗ'67                               |
| 1981/82 | Аякс                                |
| 1982/83 | Аякс                                |
| 1983/84 | Феєнорд                             |
| 1984/85 | Аякс                                |
| 1985/86 | ПСВ                                 |
| 1986/87 | ПСВ                                 |
| 1987/88 | ПСВ                                 |
| 1988/89 | ПСВ                                 |
| 1989/90 | Аякс                                |
| 1990/91 | ПСВ                                 |
| 1991/92 | ПСВ                                 |
| 1992/93 | Феєнорд                             |
| 1993/94 | Аякс                                |
| 1994/95 | Аякс                                |
| 1995/96 | Аякс                                |
| 1996/97 | ПСВ                                 |
| 1997/98 | Аякс                                |
| 1998/99 | Феєнорд                             |
| 1999/00 | ПСВ                                 |
| 2000/01 | ПСВ                                 |
| 2001/02 | Аякс                                |
| 2002/03 | ПСВ                                 |
| 2003/04 | Аякс                                |
| 2004/05 | ПСВ                                 |
| 2005/06 | ПСВ                                 |
| 2006/07 | ПСВ                                 |
| 2007/08 | ПСВ                                 |
| 2008/09 | АЗ                                  |
| 2009/10 | Твенте                              |
| 2010/11 | Аякс                                |
| 2011/12 | Аякс                                |
| 2012/13 | Аякс                                |
| 2013/14 | Аякс                                |
| 2014/15 | ПСВ                                 |
| 2015/16 | ПСВ                                 |
| 2016/17 | Феєнорд                             |
| 2017/18 | ПСВ                                 |
| 2018/19 | Аякс                                |
| 2019/20 | Не дограний через пандемію COVID-19 |
| 2020/21 | Аякс                                |
| 2021/22 | Аякс                                |
| 2022/23 | Феєнорд                             |
| 2023/24 | ПСВ                                 |
| 2024/25 | ПСВ                                 |

1. ↑  Door de Corona-uitbraak werd de competitie stilgelegd. Ajax stond toen op nummer 1, gelijk in punten met AZ maar met een beter doelsaldo

## Клуби за кількістю титулів
| Клуб            | Місто       | Чемпіонства | Сезони |
| --------------- | ----------- | ----------- | --- |
| Аякс            | Амстердам   | 36          | 1917-18, 1918-19, 1930-31, 1931-32, 1933-34, 1936-37, 1938-39, 1946-47, 1956-57, 1959-60, 1965-66, 1966-67, 1967-68, 1969-70, 1971-72, 1972-73, 1976-77, 1978-79, 1979-80, 1981-82, 1982-83, 1984-85, 1989-90, 1993-94, 1994-95, 1995-96, 1997-98, 2001-02, 2003-04, 2010-11, 2011-12, 2012-13, 2013-14, 2018-19, 2020-21, 2021-22 |
| ПСВ             | Ейндговен   | 26          | 1928-29, 1934-35, 1950-51, 1962-63, 1974-75, 1975-76, 1977-78, 1985-86, 1986-87, 1987-88, 1988-89, 1990-91, 1991-92, 1996-97, 1999-00, 2000-01, 2002-03, 2004-05, 2005-06, 2006-07, 2007-08, 2014-15, 2015-16, 2017-18, 2023-24, 2024-25                                                                                           |
| Феєнорд         | Роттердам   | 16          | 1923-24, 1927-28, 1935-36, 1937-38, 1939-40, 1960-61, 1961-62, 1964-65, 1968-69, 1970-71, 1973-74, 1983-84, 1992-93, 1998-99, 2016-17, 2022-23 |
| ГВВ             | Гаага       | 10          | 1890-91, 1895-96, 1899-00, 1900-01, 1901-02, 1902-03, 1904-05, 1906-07, 1909-10, 1913-14 |
| Спарта          | Роттердам   | 6           | 1908-09, 1910-11, 1911-12, 1912-13, 1914-15, 1958-59 |
| РАП             | Амстердам   | 5           | 1891-92, 1893-94, 1896-97, 1897-98, 1898-99 |
| Гоу Егед Іглз   | Девентер    | 4           | 1916-17, 1921-22, 1929-30, 1932-33 |
| ГБС             | Гаага       | 3           | 1903-04, 1905-06, 1924-25 |
| Конінклейке ГФК | Гарлем      | 3           | 1889-90, 1892-93, 1894-95 |
| Віллем II       | Тілбург     | 3           | 1915-16, 1951-52, 1954-55 |
| АДО             | Гаага       | 2           | 1941-42, 1942-43 |
| АЗ              | Алкмар      | 2           | 1980-81, 2008-09 |
| Гераклес        | Алмело      | 2           | 1926-27, 1940-41 |
| РКГ             | Гемстеде    | 2           | 1922-23, 1952-53 |
| Бе Квік         | Гронінген   | 1           | 1919-20 |
| Де Волевейккерс | Амстердам   | 1           | 1943-44 |
| ДОС             | Утрехт      | 1           | 1957-58 |
| ДВС             | Амстердам   | 1           | 1963-64 |
| Ейндговен       | Ейндговен   | 1           | 1953-54 |
| БВВ             | Гертогенбос | 1           | 1947-48 |
| Твенте          | Енсхеде     | 1           | 2009-10 |
| Гарлем          | Гарлем      | 1           | 1945-46 |
| Лімбургія       | Брюнсум     | 1           | 1949-50 |
| НАК Бреда       | Бреда       | 1           | 1920-21 |
| Квік Ден Гаг    | Гаага       | 1           | 1907-08 |
| Рапід           | Керкраде    | 1           | 1955-56 |
| СК Енсхеде      | Енсхеде     | 1           | 1925-26 |
| СВВ             | Східам      | 1           | 1948-49 |
| Конкордія       | Роттердам   | 1           | 1888-89 |

## Міста за кількістю титулів
| Місто       | Чемпіонства | Клуби                                            |
| ----------- | ----------- | ------------------------------------------------ |
| Амстердам   | 43          | Аякс (36), РАП (5), ДВС (1), Де Волевейккерс (1) |
| Ейндговен   | 27          | ПСВ (26), Ейндговен (1)                          |
| Роттердам   | 23          | Феєнорд (16), Спарта (6), Конкордія (1)          |
| Гаага       | 16          | ГВВ (10), ГБС (3), АДО (2), Квік Ден Гаг (1)     |
| Гарлем      | 5           | Конінклейке (3), РКГ (1), Гарлем (1)             |
| Девентер    | 4           | Гоу Егед Іглз (4)                                |
| Тілбург     | 3           | Віллем II (3)                                    |
| Алкмар      | 2           | АЗ (2)                                           |
| Алмело      | 2           | Гераклес (2)                                     |
| Енсхеде     | 2           | СК (1), Твенте (1)                               |
| Бреда       | 1           | НАК Бреда (1)                                    |
| Брюнсум     | 1           | Лімбургія (1)                                    |
| Гронінген   | 1           | Бе Квік (1)                                      |
| Гемстеде    | 1           | РКГ (1)                                          |
| Керкраде    | 1           | Рапід (1)                                        |
| Гертогенбос | 1           | Ден Босх (1)                                     |
| Східам      | 1           | СВВ (1)                                          |
| Утрехт      | 1           | ДОС (1)                                          |

## Провінції за кількістю титулів
| Провінція                     | Чемпіонства | Клуби                                                                                          |
| ----------------------------- | ----------- | ---------------------------------------------------------------------------------------------- |
| Північна Голландія            | 51          | Аякс (36), РАП (5), Конінклейке (3), РКГ (2), АЗ (2), ДВС (1), Гарлем (1), Де Волевейккерс (1) |
| Південна Голландія            | 40          | Феєнорд (16), ГВВ (10), Спарта (6), ГБС (3), АДО (2), Конкордія (1), Квік Ден Гаг (1), СВВ (1) |
| Північний Брабант             | 32          | ПСВ (26), Віллем II (3), Ден Босх (1), Ейндговен (1), НАК Бреда (1)                            |
| Оверейсел                     | 8           | Гоу Егед Іглз (4), Гераклес (2), СК (1), Твенте (1)                                            |
| Лімбург                       | 2           | Лімбургія (1), Рапід (1)                                                                       |
| Гронінген                     | 1           | Бе Квік (1)                                                                                    |
| Утрехт                        | 1           | ДОС (1)                                                                                        |
| Загальна кількість чемпіонств | 134         |                                                                                                |